# 벌 아이브스
벌 아이브스(Burl Ives, 1909년 6월 14일 ~ 1995년 4월 14일)는 미국의 남성 가수, 기타리스트, 작사가, 작곡가, 뮤지컬 배우, 영화배우이다.

## 생애
1931년 가수 데뷔한 그는 이후 1941년 뮤지컬배우 데뷔하였고 1946년 미국 영화 《Smoky》의 주연을 통하여 영화배우 데뷔하였다.

## 학력
- 미국 이스턴 일리노이 주립 대학교 민속학과 학사
- 미국 인디애나 주립대학교 영어영문학과 학사

## 유명세
그는 보통적으로 대한민국 국내에서는 본래 하와이 민요 《Pupu a o ewa》를 지난날 미국 시인 겸 라디오 MC였던 前 미국 정치가 웨블리 에드워즈(Webley Edwards)와 공동으로 영어 가사로 작사하고 벌 아이브스 자신이 편곡하여 노래를 한 《Pearly shells》라는 노래 작품의 오리지널 원곡 가수로도 널리 알려져 있다.